# Sermersheim
Cet article possède un paronyme, voir Sermensheim.
Sermersheim est une commune française située dans la circonscription administrative du Bas-Rhin et, depuis le 1er janvier 2021, dans le territoire de la Collectivité européenne d'Alsace, en région Grand Est.
Cette commune se trouve dans la région historique et culturelle d'Alsace.

## Géographie
| Stotzheim |            | Huttenheim |
| Epfig     | Semersheim | Rossfeld   |
| Kogenheim |            | Hilsenheim |

### Hydrographie

#### Réseau hydrographique
La commune est dans le bassin versant du Rhin au sein du bassin Rhin-Meuse. Elle est drainée par l'Ill, la Zembs, le ruisseau la Scheer et le ruisseau Neugraben,.
L'Ill, d'une longueur de 217 km, prend sa source dans la commune de Winkel et se jette  dans le Grand Canal d'Alsace à Offendorf, après avoir traversé 68 communes. Les caractéristiques hydrologiques de l'Ill sont données par la station hydrologique située sur la commune de Kogenheim. Le débit moyen mensuel est de 35,6 m3/s. Le débit moyen journalier maximum est de 262 m3/s, atteint lors de la crue du 7 janvier 2018. Le débit instantané maximal est quant à lui de 283 m3/s, atteint le 6 janvier 2018.
La Zembs, d'une longueur de 25 km, prend sa source dans la commune de Hilsenheim et se jette  dans le canal d'alimentation de l'Ill à Nordhouse, après avoir traversé onze communes. Les caractéristiques hydrologiques de la Zembs [Ried] sont données par la station hydrologique située sur la commune de Herbsheim. Le débit moyen mensuel est de 1,6 m3/s. Le débit moyen journalier maximum est de 8,07 m3/s, atteint lors de la crue du 6 février 2021. Le débit instantané maximal est quant à lui de 8,24 m3/s, atteint le même jour.
La Scheer, d'une longueur de 40 km, prend sa source dans la commune de Scherwiller et se jette  dans l'Andlau à Fegersheim, après avoir traversé 20 communes. 

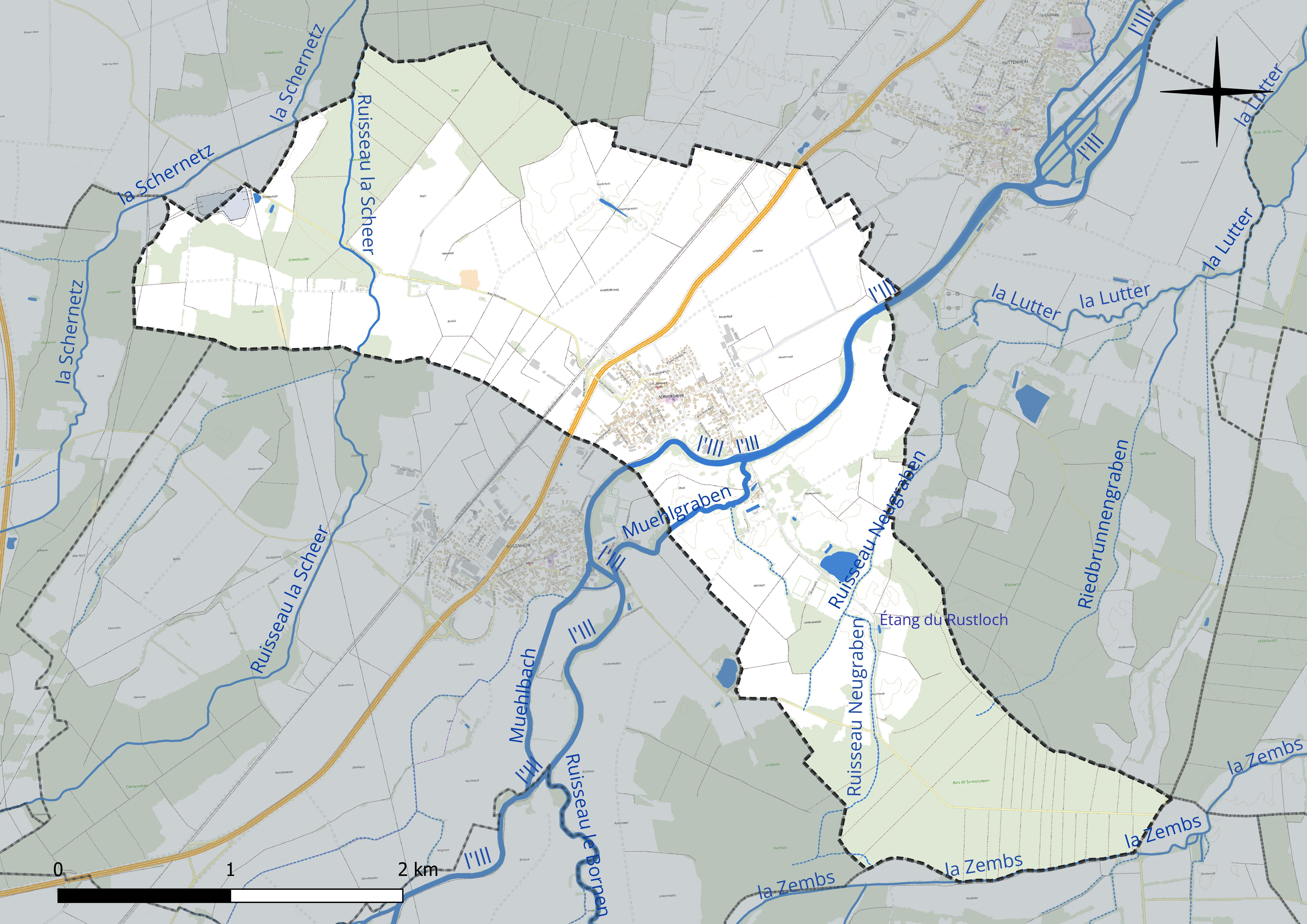
Réseau hydrographique de Sermersheim.

Un plan d'eau complète le réseau hydrographique : l'étang du Rustloch (0,1 ha),.

#### Gestion et qualité des eaux
Le territoire communal est couvert par le schéma d'aménagement et de gestion des eaux (SAGE) « Ill Nappe Rhin ». Ce document de planification concerne la nappe phréatique rhénane, les cours d'eau de la plaine d'Alsace et du piémont oriental du Sundgau, les canaux situés entre l'Ill et le Rhin et les zones humides de la plaine d'Alsace. Le périmètre s’étend sur 3 596 km2. Il a été approuvé le 17 janvier 2005. La structure porteuse de l'élaboration et de la mise en œuvre est la région Grand Est. 
La qualité des cours d’eau peut être consultée sur un site dédié géré par les agences de l’eau et l’Agence française pour la biodiversité.

#### Risques d'inondation
La vallée de l'Ill comme l'ensemble du département a connu plusieurs inondations importantes. On peut citer au 20e siècle, les crues de 1910, 1919, 1947, 1955, 1983 et 1990 notamment qui ont causé de nombreux dégâts (destructions de ponts, inondations de zones industrielles et d’ agglomérations). Les inondations de l'Ill ont lieu essentiellement en période hivernale et printanière à la suite de pluies abondantes parfois associées à la fonte du manteau neigeux. Les crues de 1983 et de 1990 ont présenté une période de retour entre 20 et 50 ans. Afin d'anticiper et de gérer une éventuelle inondation, un Plan de prévention des risques d'inondation de l'lll  a été approuvé par arrêté préfectoral le 30 janvier 2020. 
45 % de la superficie du ban communal sont impactés par le risque inondation. Hormis le nord-ouest de son territoire, Sermersheim est fortement impactée par les zones inondables. Une importante partie du centre urbain est en zone d’aléa faible avec quelques poches d’aléa moyen, ainsi que le secteur urbanisé rue des Vosges. Les quelques habitations isolées situées rues de l’Ill et du Ried, à la sortie du bourg, sont touchées par l'aléa moyen. Une bande arrière-digue a été définie par tronçons le long de l'Ill, ceci pour prendre en compte le risque de rupture de la digue.

### Climat
Pour des articles plus généraux, voir Climat du Grand Est et Climat du Bas-Rhin.
En 2010, le climat de la commune est de type climat des marges montargnardes, selon une étude du Centre national de la recherche scientifique s'appuyant sur une série de données couvrant la période 1971-2000. En 2020, Météo-France publie une typologie des climats de la France métropolitaine dans laquelle la commune est exposée à un climat semi-continental et est dans la région climatique  Alsace, caractérisée par une pluviométrie faible, particulièrement en automne et en hiver, un été chaud et bien ensoleillé, une humidité de l’air basse au printemps et en été, des vents faibles et des brouillards fréquents en automne (25 à 30 jours). 
Pour la période 1971-2000, la température annuelle moyenne est de 10,6 °C, avec une amplitude thermique annuelle de 17,6 °C. Le cumul annuel moyen de précipitations est de 605 mm, avec 7,4 jours de précipitations en janvier et 9,7 jours en juillet. Pour la période 1991-2020, la température moyenne annuelle observée sur la station météorologique de Météo-France la plus proche, « Sélestat Sa », sur la commune de Sélestat à 12 km à vol d'oiseau, est de 11,4 °C et le cumul annuel moyen de précipitations est de 621,1 mm. 
La température maximale relevée sur cette station est de 39,3 °C, atteinte le 13 août 2003 ; la température minimale est de −17 °C, atteinte le 20 décembre 2009,,. 
Les paramètres climatiques de la commune ont été estimés pour le milieu du siècle (2041-2070) selon différents scénarios d'émission de gaz à effet de serre à partir des nouvelles projections climatiques de référence DRIAS-2020. Ils sont consultables sur un site dédié publié par Météo-France en novembre 2022.

## Urbanisme

### Typologie
Au 1er janvier 2024, Sermersheim est catégorisée bourg rural, selon la nouvelle grille communale de densité à sept niveaux définie par l'Insee en 2022.
Elle appartient à l'unité urbaine de Kogenheim, une agglomération intra-départementale regroupant deux  communes, dont elle est une commune de la banlieue,,. Par ailleurs la commune fait partie de l'aire d'attraction de Strasbourg (partie française), dont elle est une commune de la couronne,. Cette aire, qui regroupe 268 communes, est catégorisée dans les aires de 700 000 habitants ou plus (hors Paris),.

### Occupation des sols
L'occupation des sols de la commune, telle qu'elle ressort de la base de données européenne d’occupation biophysique des sols Corine Land Cover (CLC), est marquée par l'importance des territoires agricoles (63,7 % en 2018), en diminution par rapport à 1990 (64,6 %). La répartition détaillée en 2018 est la suivante : terres arables (39,7 %), forêts (31 %), zones agricoles hétérogènes (24,1 %), zones urbanisées (5,3 %). L'évolution de l’occupation des sols de la commune et de ses infrastructures peut être observée sur les différentes représentations cartographiques du territoire : la carte de Cassini (XVIIIe siècle), la carte d'état-major (1820-1866) et les cartes ou photos aériennes de l'IGN pour la période actuelle (1950 à aujourd'hui).

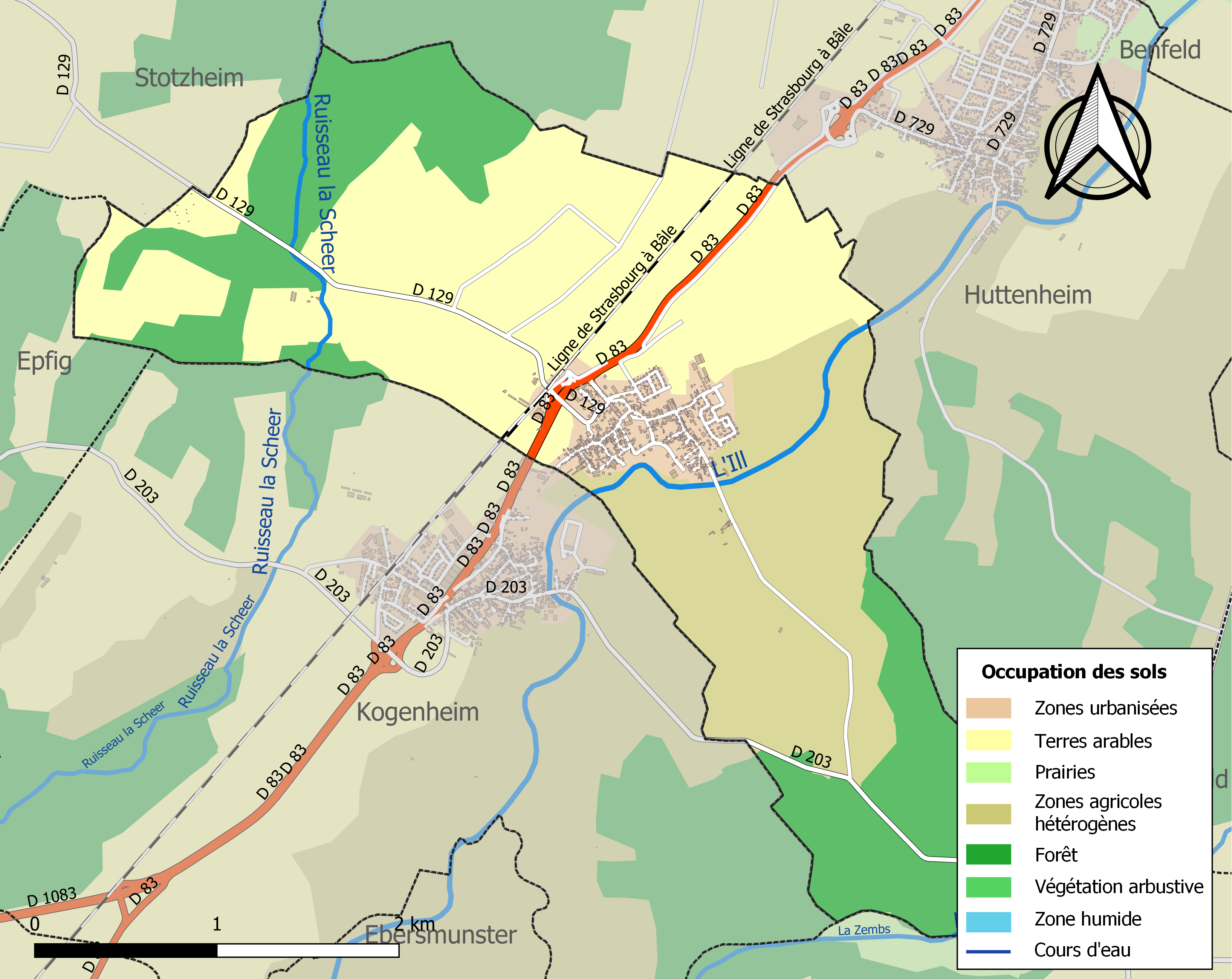
Carte des infrastructures et de l'occupation des sols de la commune en 2018 (CLC).

## Histoire
Des fouilles archéologiques récentes (2006) ont mis au jour un important secteur économique et funéraire du Haut Moyen Âge et du Moyen Âge central. Au-delà des vestiges attestant de la pratique de l'agriculture (élevage de chevaux, en particulier), on y a retrouvé des traces d'activités de tissage et de métallurgie. On peut penser que le secteur fouillé dépendait de l'abbaye d'Ebersmunster.

### Héraldique
| Blason de Sermersheim | Blason  | De sinople à la patte d'oie d'or, onglée d'argent, en pal les griffes vers le chef. |
| Blason de Sermersheim | Détails |                                                                                     |

## Politique et administration
| Période                                  | Période   | Identité         | Étiquette | Qualité |
| ---------------------------------------- | --------- | ---------------- | --------- | ------- |
| mars 2001                                | mars 2014 | Roger Kieffer    | SE        |         |
| mars 2014                                | mars 2020 | Yves Guillou     | SE        |         |
| mars 2020                                | En cours  | Fernand Willmann | SE        |         |
| Les données manquantes sont à compléter. |           |                  |           |         |

## Démographie
L'évolution du nombre d'habitants est connue à travers les recensements de la population effectués dans la commune depuis 1793. Pour les communes de moins de 10 000 habitants, une enquête de recensement portant sur toute la population est réalisée tous les cinq ans, les populations de référence des années intermédiaires étant quant à elles estimées par interpolation ou extrapolation. Pour la commune, le premier recensement exhaustif entrant dans le cadre du nouveau dispositif a été réalisé en 2004.

En 2022, la commune comptait 974 habitants, en évolution de +5,75 % par rapport à 2016 (Bas-Rhin : +3,17 %, France hors Mayotte : +2,11 %).
| 1793 | 1800 | 1806 | 1821 | 1831 | 1836  | 1841  | 1846  | 1851  |
| ---- | ---- | ---- | ---- | ---- | ----- | ----- | ----- | ----- |
| 768  | 705  | 681  | 860  | 935  | 1 001 | 1 003 | 1 013 | 1 071 |

| 1856  | 1861  | 1866  | 1871  | 1875  | 1880  | 1885 | 1890 | 1895 |
| ----- | ----- | ----- | ----- | ----- | ----- | ---- | ---- | ---- |
| 1 085 | 1 096 | 1 101 | 1 117 | 1 036 | 1 002 | 943  | 875  | 878  |

| 1900 | 1905 | 1910 | 1921 | 1926 | 1931 | 1936 | 1946 | 1954 |
| ---- | ---- | ---- | ---- | ---- | ---- | ---- | ---- | ---- |
| 816  | 785  | 801  | 707  | 734  | 733  | 718  | 681  | 714  |

| 1962 | 1968 | 1975 | 1982 | 1990 | 1999 | 2004 | 2006 | 2009 |
| ---- | ---- | ---- | ---- | ---- | ---- | ---- | ---- | ---- |
| 683  | 692  | 674  | 604  | 677  | 829  | 801  | 802  | 796  |

| 2014 | 2019 | 2022 | - | - | - | - | - | - |
| ---- | ---- | ---- | - | - | - | - | - | - |
| 886  | 949  | 974  | - | - | - | - | - | - |

## Lieux et monuments

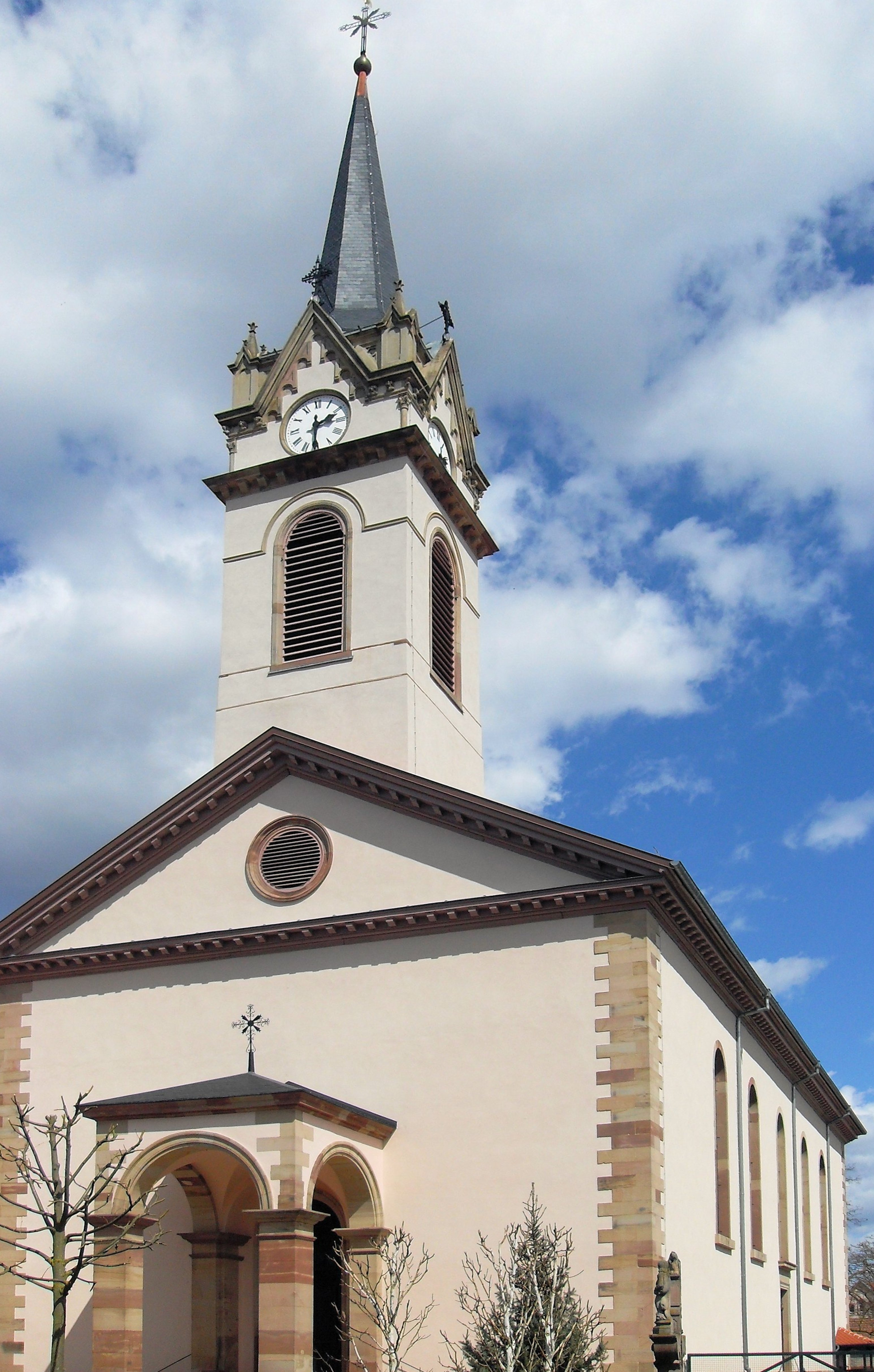
L'église Saint-Jean-Baptiste.

- Église Saint-Jean-Baptiste : fresques et toiles de scènes bibliques par le père de Carola Sorg.